# Giancarlo Dimaggio
Giancarlo Dimaggio est un scénariste de bande dessinée italien.

## Œuvre

### Albums
- BD Classic, Éditions BD Music, collection BD Classic

9. Bach, scénario de Giancarlo Dimaggio, dessins de Silvestro Nicolaci, 2009  (ISBN 978-2-84907-389-6)
- BD Jazz, Éditions Nocturne, collection BD Jazz

48. Stéphane Grapelli, scénario de Giancarlo Dimaggio, dessins de Grazia La Padula, 2009  (ISBN 978-2-84907-048-2)
50. June Christy, scénario de Giancarlo Dimaggio, dessins de Roberto Ricci et Laura Iorio, 2009  (ISBN 978-2-84907-121-2)
- La Driade, scénario de Giancarlo Dimaggio, dessins de Tina Valentino, Clair de Lune, collection Muse

1. Ashlyn, 2011  (ISBN 978-2-353-25056-1)

- La Fontaine dans le ciel, scénario de Giancarlo Dimaggio, dessins de Cinzia Di Felice, Clair de Lune, collection Petit Pierre et Ieiazel

1. Tome 1/2, 2013  (ISBN 978-2-353-25513-9)

- Jade, scénario de Giancarlo Dimaggio, dessins de Romina Moranelli, Clair de Lune, 2013  (ISBN 978-2-353-25512-2)